# 带钩

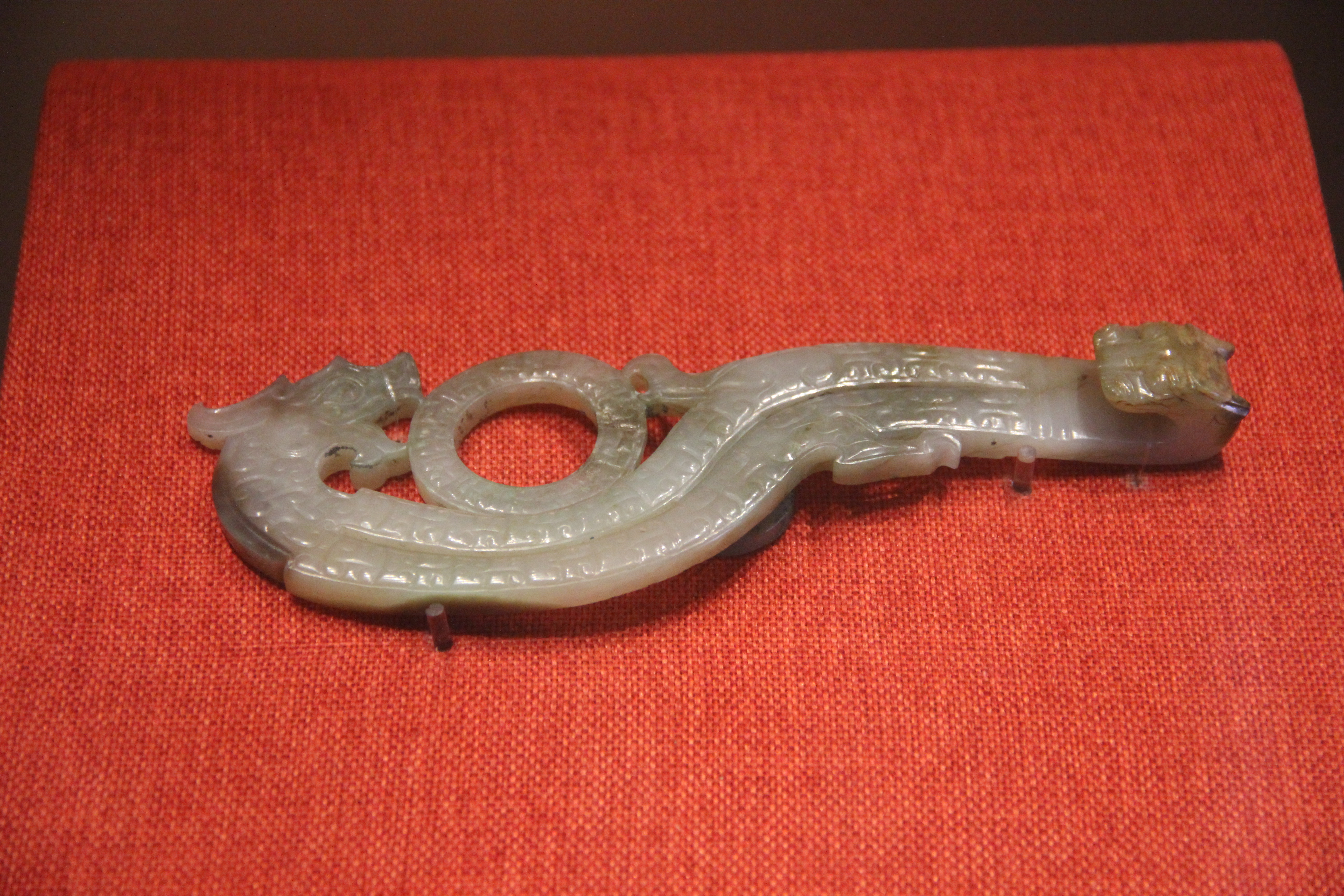
西汉南越文王墓出土的龙虎并体玉带钩

带钩是一種東亞傳統用来束腰或佩挂物品的挂钩。带钩最早在新石器时代开始出现的，当时主要的材质为玉质。到了战国时期，带钩已发展到有金、银、铜、铁、玉等材质，也出现了鎏金银、金镶玉等多种工艺手法。带钩在秦朝和汉朝得到进一步的普及，从晋朝开始带扣盛行，帶鉤較少使用。到了明朝和清朝，又出现了很多玉质的带钩，成了贵族、文人的赏玩之物。